# پرندگان خارزار (مینی‌سریال)
پرندگان خارزار یک مینی‌سریال تلویزیونی آمریکایی است که از ۲۷ تا ۳۰ مارس ۱۹۸۳ از شبکه ای‌بی‌سی پخش شده‌است. در این سریال ریچارد چمبرلین، راشل وارد، باربارا استانویک، کریستوفر پلامر، پایپر لوری، جین سیمونز، ریچارد کایلی، برایان براون، میر وینینگهم و فیلیپ آنگلیم به ایفای نقش پرداخته‌اند. این مجموعه توسط داریل دوک کارگردانی و بر اساس رمانی از کالین مک کالو با همین نام ساخته شده‌است. این سریال بسیار موفق بود و پس از مجموعۀ ریشه‌ها به دومین مینی‌سریال ایالات متحده با بالاترین امتیاز در تمام دوران تبدیل شد. هر دو مجموعه توسط دیوید ال. ولپر تهیه شده‌اند.

## نقش‌ها و بازیگران
| بازیگر            | نقش                                |
| ----------------- | ---------------------------------- |
| ریچارد چمبرلین    | رالف دو بریکاسارت                  |
| راشل وارد         | مگی کلیری (در بزرگسالی)            |
| سیدنی پنی         | مگی کلیری (در کودکی)               |
| باربارا استانویک  | مری کارسون                         |
| ریچارد کایلی      | پدی کلیری                          |
| جین سیمونز        | فیونا کلیری                        |
| برایان براون      | لوک اونیل                          |
| میر وینینگهم      | جاستین اونیل                       |
| فیلیپ آنگلیم      | دین اونیل                          |
| کن هاوارد         | راینر هارتیم                       |
| جان فردریش        | فرانک کلیری                        |
| دوایر براون       | استوارت کلیری (در بزرگسالی)        |
| ویدال پترسون      | استوارت کلیری (در کودکی)           |
| پایپر لوری        | آن مولر                            |
| ارل هالیمن        | لودی مولر                          |
| کریستوفر پلامر    | اسقف اعظم ویتوریو دی کانتینی-ورچسه |
| برت کالن          | باب کلیری                          |
| استیون دبلیو برنز | پیت                                |
| بری کوربین        | خانم کارمایکل                      |
| جان دی لانسی      | آلستر مک کوئین                     |
| آلین آن مک‌لری     | خانم اسمیت                         |
| ریچارد ونچر       | هری گوف                            |
| استفانی فاراسی    | جودی                               |
| آنتوانت باور      | سارا مک کوئین                      |

## جوایز و نامزدی‌ها
| سال  | جایزه                       | دسته                                                              | نامزد(ها)                                   | نتیجه    | منابع |
| ---- | --------------------------- | ----------------------------------------------------------------- | ------------------------------------------- | -------- | ----- |
| ۱۹۸۴ | جایزه هنرمند جوان           | بهترین بازیگر زن جوان در مینی‌سریال یا فیلم تلویزیونی              | سیدنی پنی                                   | برنده    | [ ۳ ] |
| ۱۹۸۴ | دهمین دوره جوایز منتخب مردم | بهترین مینی‌سریال تلویزیونی                                        | پرندگان خارزار                              | برنده    | [ ۴ ] |
| ۱۹۸۴ | جوایز گلدن گلوب             | بهترین مینی‌سریال یا فیلم تلویزیونی                                | پرندگان خارزار                              | برنده    | [ ۵ ] |
| ۱۹۸۴ | جوایز گلدن گلوب             | بهترین بازیگر مرد – مینی‌سریال یا فیلم تلویزیونی                   | ریچارد چمبرلین                              | برنده    | [ ۵ ] |
| ۱۹۸۴ | جوایز گلدن گلوب             | بهترین بازیگر زن – مینی‌سریال یا فیلم تلویزیونی                    | راشل وارد                                   | نامزدشده | [ ۵ ] |
| ۱۹۸۴ | جوایز گلدن گلوب             | بهترین بازیگر نقش مکمل مرد – سریال، مینی‌سریال یا فیلم تلویزیونی   | ریچارد کایلی                                | برنده    | [ ۵ ] |
| ۱۹۸۴ | جوایز گلدن گلوب             | بهترین بازیگر نقش مکمل مرد – سریال، مینی‌سریال یا فیلم تلویزیونی   | برایان براون                                | نامزدشده | [ ۵ ] |
| ۱۹۸۴ | جوایز گلدن گلوب             | بهترین بازیگر نقش مکمل زن – سریال، مینی‌سریال یا فیلم تلویزیونی    | باربارا استانویک                            | برنده    | [ ۵ ] |
| ۱۹۸۴ | جوایز گلدن گلوب             | بهترین بازیگر نقش مکمل زن – سریال، مینی‌سریال یا فیلم تلویزیونی    | پایپر لوری                                  | نامزدشده | [ ۵ ] |
| ۱۹۸۴ | جوایز گلدن گلوب             | بهترین بازیگر نقش مکمل زن – سریال، مینی‌سریال یا فیلم تلویزیونی    | جین سیمونز                                  | نامزدشده | [ ۵ ] |
| ۱۹۸۴ | جوایز امی                   | مجموعۀ محدود برجسته                                               | دیوید ال. ولپر، ادوارد لوئیس و استن مارگولی | نامزدشده | [ ۶ ] |
| ۱۹۸۴ | جوایز امی                   | بازیگر نقش اول مرد در سریال‌های محدود یا ویژه                      | ریچارد چمبرلین                              | نامزدشده | [ ۶ ] |
| ۱۹۸۴ | جوایز امی                   | بازیگر نقش اول زن در سریال‌های محدود یا ویژه                       | باربارا استانویک                            | برنده    | [ ۶ ] |
| ۱۹۸۴ | جوایز امی                   | بازیگر نقش مکمل مرد در سریال‌های محدود یا ویژه                     | ریچارد کایلی                                | برنده    | [ ۶ ] |
| ۱۹۸۴ | جوایز امی                   | بازیگر نقش مکمل مرد در سریال‌های محدود یا ویژه                     | برایان براون                                | نامزدشده | [ ۶ ] |
| ۱۹۸۴ | جوایز امی                   | بازیگر نقش مکمل مرد در سریال‌های محدود یا ویژه                     | کریستوفر پلامر                              | نامزدشده | [ ۶ ] |
| ۱۹۸۴ | جوایز امی                   | بازیگر نقش مکمل زن در سریال‌های محدود یا ویژه                      | جین سیمونز                                  | برنده    | [ ۶ ] |
| ۱۹۸۴ | جوایز امی                   | بازیگر نقش مکمل زن در سریال‌های محدود یا ویژه                      | پایپر لوری                                  | نامزدشده | [ ۶ ] |
| ۱۹۸۴ | جوایز امی                   | کارگردانی برجسته برای یک سریال محدود یا ویژه                      | داریل دوک                                   | نامزدشده | [ ۶ ] |
| ۱۹۸۴ | جوایز امی                   | کارگردانی هنری برجسته برای یک سری محدود یا ویژه                   | رابرت مک کیچان، جری آدامز                   | برنده    | [ ۶ ] |
| ۱۹۸۴ | جوایز امی                   | فیلمبرداری برجسته برای یک سری محدود یا ویژه                       | بیل باتلر                                   | نامزدشده | [ ۶ ] |
| ۱۹۸۴ | جوایز امی                   | جایزۀ بهترین لباس برای یک سریال محدود یا ویژه                     | ویلیام تراویلا                              | نامزدشده | [ ۶ ] |
| ۱۹۸۴ | جوایز امی                   | جایزۀ بهترین چهره‌پردازی برای یک سریال محدود یا ویژه               | دل آسویدو                                   | برنده    | [ ۶ ] |
| ۱۹۸۴ | جوایز امی                   | بهترین موسیقی برای یک سریال محدود یا ویژه (موسیقی فیلم دراماتیک ) | هنری مانچینی                                | نامزدشده | [ ۶ ] |
| ۱۹۸۴ | جوایز امی                   | تدوین برجسته فیلم برای یک سری محدود یا ویژه                       | کارول تیموتی اومرا                          | برنده    | [ ۶ ] |
| ۱۹۸۴ | جوایز امی                   | تدوین برجسته فیلم برای یک سری محدود یا ویژه                       | رابرت اف. شوگرو                             | نامزدشده | [ ۶ ] |